# Alt-J
Alt-J (estilitzat i pronunciat alt-J, sent el nom real Δ) és una banda anglesa d'indie rock formada el 2007 a Leeds, West Yorkshire, Anglaterra per Joe Newman (guitarra i veu principal), Thom Sonny Green (bateria), Gus Unger-Hamilton (teclat i veu) i Gwilym Sainsbury (guitarra i baix). El seu àlbum debut An Awesome Wave es va publicar el maig del 2012 a Europa i el setembre del mateix any als Estats Units. L'àlbum va guanyar els premis Mercury britànics del 2012. Sainsbury va deixar la banda a principis de 2014. El seu segon àlbum, This Is All Yours, es va publicar el 22 de setembre de 2014 i va ser ràpidament número 1 al Regne Unit. Com a substitut de Sainsbury, Cameron Knight es va convertir en un membre secundari dels espectacles en directe d’alt-J, tocant la guitarra, el baix i el sampler. El 2017, la banda va llançar el seu tercer àlbum d'estudi, Relaxer, i actualment toca com a trio.

## Membres
Membres actuals
- Joe Newman – Octubre de 1987 (37 anys) – guitarra, baix, veu principal (2007–present)
- Thomas Stuart Green – Novembre de 1985 (39 anys) – bateria (2007–present)
- Augustus Unger-Hamilton – Agost de 1989 (35 anys) – teclat, veu secundària (2007–present)

Membres de gira
- Cameron Knight – guitarra, baix, sampler(2014–2016)

Antics membres
- Gwilym Sainsbury – Abril de 1988 (36 anys) – guitarra, baix (2007–2014)